# Розиглітазон
Розиглітазон (англ. Rosiglitazone, лат. Rosiglitazonum) — таблетований цукрознижуючий лікарський засіб класу тіазолідинедіонів для прийому всередину. Розиглітазон розроблений у лабораторії компанії «GlaxoSmithKline», запатентований у 1987 році, та застосовується у клінічній практиці з 1999 року. Проте у зв'язку з високим ризиком розвитку серцево-судинних ускладнень при застосуванні препарату застосовування препарату в більшості країн обмежене, а в низці країн заборонене. В Україні реєстрація розиглітазона закінчилась у 2015 році.

## Фармакологічні властивості
Розиглітазон — синтетичний препарат, що належать до класу тіазолідинедіонів. Механізм дії препарату полягає в активуванні γ-рецепторів, які активуються проліфератором пероксисом, унаслідок чого модулюється транскрипція низки генів, чутливих до інсуліну, які беруть участь у контролі рівня глюкози в крові та в метаболізмі ліпідів, що призводить до зниження інсулінорезистентності в периферичних тканинах та у печінці, внаслідок чого збільшується утилізація глюкози та зниження викиду глюкози з печінки; проте на відміну від низки інших пероральних протидіабетичних препаратів розиглітазон не підвищує продукцію інсуліну бета-клітин підшлункової залози. При застосуванні розиглітазону спостерігається також зниження рівня тригліцеридів, збільшує кількість великих легких часток у загальній фракції ліпопротеїнів низької щільності, не підвищуючи загалом концентрації цих ліпопротеїнів у крові, та збільшує концентрацію в крові ліпопротеїдів високої щільності. Є клінічні дослідження, які вказують на можливість розиглітазону зменшити при сумісному застосуванні з протипухлинними препаратами ріст і метастазування раку молочної залози. Проте при застосуванні розиглітазону спостерігалась велика кількість побічних ефектів з боку серцево-судинної системи, зокрема зростання кількості загострень хронічної серцевої недостатності та, зросла також кількість патологічних переломів кісток. У зв'язку з цим у низці країн, зокрема в Іспанії, Індії, Великій Британії, Новій Зеландії та ПАР, протягом 2010—2011 років препарат заборонений до використання. У США до інструкції препарату додано обрамлене застереження щодо ризику серцево-судинних ускладнень при його застосуванні.

### Фармакокінетика
Розиглітазон швидко та добре всмоктується після перорального застосування, біодоступність препарату складає 99 %. Максимальна концентрація розиглітазону в крові досягається протягом 1 години після прийому препарату. Розиглітазон майже повністю (на 99,8 %) зв'язується з білками плазми крові. Препарат проникає через плацентарний бар'єр, даних за виділення розиглітазону в грудне молоко немає. Метаболізується препарат у печінці з утворенням кількох метаболітів, фармакологічна активність яких невідома. Виводиться розиглітазон із організму переважно з сечею (на 66 %), частково (близько 25 %) виводиться з калом. Період напіввиведення розиглітазону з організму складає 3—4 години, період напіввиведення метаболітів препарату складає близько 130 годин, даних період напіввиведення препарату зростає при важких порушеннях функції печінки.

## Покази до застосування
Розиглітазон застосовують при цукровому діабеті ІІ типу як у вигляді монотерапії, так і в поєднанні з іншими пероральними цукрознижуючими препаратами.

## Побічна дія
При застосуванні розиглітазону найчастіше спостерігались побічні ефекти з боку серцево-судинної системи, зокрема погіршення перебігу серцевої недостатності та серцеві приступи. Іншими побічними ефектами при застосуванні препарату є:
- Алергічні реакції — набряк Квінке, кропив'янка, алопеція, шкірний висип.
- З боку травної системи — метеоризм, нудота, біль у животі, диспепсія, блювання, запор, зниження апетиту.
- З боку нервової системи та органів чуттів — головний біль, запаморочення, сонливість, швидка втомлюваність, парестезії, набряк макули.
- З боку обміну речовин — гіпоглікемія, збільшення маси тіла, гіперліпідемія, погіршення перебігу цукрового діабету, гіперхолестеринемія.
- Інші побічні ефекти — задишка, переломи кісток.
- Зміни в лабораторних аналізах — анемія, підвищення рівня активності ферментів печінки.

## Протипокази
Розиглітазон протипоказаний при підвищеній чутливості до препарату, цукровому діабеті І типу та в комбінації з інсуліном, важкій серцевій недостатності, виражених та гострих порушеннях функції печінки, при вагітності та годуванні грудьми, особам віком до 18 років.

## Форми випуску
Розиглітазон випускається у вигляді таблеток по 0,002; 0,004; 0,008 г; та у вигляді комбінованих препаратів з метформіном.